# Ana Cristina Leite
Ana Cristina Leite (Porto, Portugal, 1964) é uma artista plástica e pintora portuguesa. 

## Biografia
Ana Cristina Leite nasceu em 1964 na cidade do Porto, no seio de uma família de artistas. Formada em Artes Plásticas e Pintura, pela Faculdade de Belas Artes da Universidade do Porto, em 1990 ganhou o "Prémio SOCTIP Jovens Pintores", seguindo-se os prémios "BCM (Banco Comercial de Macau)" em 1995 e 1997, "Prémio Montepio Geral 150 Anos", "Prémio Ateneu Comercial do Porto" e uma menção honrosa no "Prémio Fidelidade" em 1997. Desde a década de 90, a artista portuguesa expõe a título individual e colectivo, não só em Portugal, como além fronteiras, nomeadamente em Espanha, Brasil, Holanda, França, Alemanha e Itália.
Actualmente reside na sua cidade natal, Porto.

## Prémios
- 1990 Prémio SOCTIP Jovens Pintores
- 1995 Prémio Montepio Geral 150 Anos
- 1997 Prémio Montepio Geral 150 Anos
- 1997 Prémio Ateneu Comercial do Porto

## Exposições individuais
- 2016 - "My Heart is a V8", Centro Cultural de Cascais, Portugal[4][5]
- 2016 - "My Heart is a V8", Cooperativa Árvore, Porto, Portugal[6]
- 2012 - exposição Galerie Majke Husstege, Holanda
- 2010 - exposição Galerie Majke Husstege, Holanda
- 2009 - exposição Galeria ARTSLAB, Porto, Portugal
- 2009 - exposição Galeria ANA MASS, Barcelona, Espanha
- 2008 - exposição INCÓGNITA, Galeria Árvore, Porto, Portugal
- 2005 - Galeria Adhoc, Vigo, Espanha
- 2004 - “My personal ARCO favourite”, Galerie T40, Düsseldorf, Alemanha
- 2004 - Galeria Mas, Barcelona, Espanha
- 2003 - Galeria Mário Sequeira, Braga, Portugal
- 2002 - “Bubble Face”, Galeria Adhoc, Vigo, Espanha
- 2002 - Galeria Espaço Branco, Viana do Castelo, Portugal
- 2002 - “Bubbles”, Cooperativa Árvore, Vila Nova de Cerveira, Portugal
- 1996 - Galeria Adhoc, Vigo, Espanha
- 1995 - Galeria Alvarez, Porto, Portugal
- 1994 - Galeria Lagoa, Trofa, Portugal
- 1990 - Galeria SIC, Vigo, Espanha
- 1990 - Galeria E.G., Porto, Portugal

## Exposições colectivas, selecção
- 2017 - P de Pintura, Póvoa do Varzim, Portugal[7]
- 2011 - Feira de Arte, Amesterdão, Holanda
- 2011 - Feira de Arte, PAN Holanda, galeria Majke Husstege
- 2010 - Feira de Arte, PAN Holanda, galeria Majke Husstege
- 2010 - Feira de Arte, Corunha, Espanha, galeria Adhoc
- 2008 - Artefiera, Bolonha, Itália, galeria Mário Sequeira
- 2008 - ARCO, Madrid, Espanha, galeria Mário Sequeira e galeria Adhoc
- 2008 - ART DUBAI, Dubai, Emirados Árabes Unidos, galeria Mário Sequeira
- 2008 - ARTE, São Paulo, Brasil, galeria Mário Sequeira
- 2008 - ARTE, Lisboa, Portugal, galeria Mário Sequeira
- 2008 - Exposição colectiva do Museu das Astúrias, Espanha
- 2007 - ARCO, Madrid, Espanha, galeria Mário Sequeira e galeria Adhoc
- 2007 - ARTE, São Paulo, Brasil, galeria Mário Sequeira
- 2007 - ARTCOLOGNE, Colónia, Alemanha, galeria T40
- 2007 - Feira de Arte, Palma de Maiorca, Espanha, galeria Mário Sequeira
- 2007 - ARTE, Lisboa, Portugal, galeria Mário Sequeira
- 2006 - ART, Karlsruhe, Alemanha, galeria T40
- 2006 - ARCO, Madrid, Espanha, galeria Mário Sequeira
- 2006 - PALMBEACH 3, Nova Iorque, USA, galeria Neuhoff
- 2006 - Feira de Arte de Lisboa, Portugal, galeria Mário Sequeira
- 2005 - ARCO, Madrid, Espanha, galeria Mário Sequeira e galeria Adhoc
- 2005 - ART, Frankfurt, Alemanha, galeria T40
- 2005 - ARTFAIR, Colónia, Alemanha, galeria T40
- 2005 - FIAC, Paris, França, galeria Mário Sequeira
- 2005 - ARTE, Lisboa, Portugal, galeria Mário Sequeira
- 2004 - ARCO, Madrid, Espanha, galeria Mário Sequeira e galeria Adhoc
- 2004 - Feira de Arte de Lisboa, Portugal, galeria Mário Sequeira
- 2004 - CLÓNICAS, Vigo, Espanha
- 2004 - ARTISSIMA, Turim, Itália, galeria Adhoc
- 2003 - ARCO, Madrid, Espanha, galeria Mário Sequeira e Galerie Adhoc
- 2003 - FIAC, Paris, França, galeria Mário Sequeira
- 2003 - Feira de Arte de Lisboa, Portugal, galeria Mário Sequeira
- 2003 - ARTE ACTUAL, Sevilha, Espanha, galeria Adhoc
- 2003 - ARTISSIMA, Turim, Itália, galeria Adhoc
- 2003 - Exposição colectiva, Braga , Portugal, galeria Mário Sequeira
- 2003 - ARTE, Lisboa, Portugal, galeria Mário Sequeira
- 2002 - Feira Arte Contemporânea, Andaluzia, Espanha, galeria Adhoc
- 2002 - Feira de Arte Contemporânea, Milão, Itália, galeria Adhoc
- 2001 - Feira de Arte Contemporânea, Porto, Portugal
- 2001 - Feira de Arte Contemporânea, Lisboa, Portugal
- 2001 - +20 Grupo, Porto, Portugal
- 1999 - X Bienal de Arte, Vila Nova de Cerveira, Portugal, galeria Serpente
- 1997 - Anatomias Contemporâneas, O Corpo na Arte Portuguesa dos Anos 90, Prémio BCM, Porto, Portugal
- 1996 - 2ª Bienal de Arte AIP96, Porto, Portugal
- 1996 - ARCO, Madrid, Espanha, galeria Adhoc
- 1996 - FAC 96 Feira de Arte Contemporânea, Lisboa, Portugal
- 1995 - 1º Fórum Atlântico de Arte Contemporânea, Santiago de Compostela, Espanha, galeria Por Amor à Arte
- 1995 - Arte Jovem Maia, Cooperativa Árvore, Maia, Portugal
- 1995 - Exposição ESBAP-FBAUP Museu da Alfândega, Porto, Portugal
- 1995 - VIII Bienal de Arte, Vila Nova de Cerveira, Portugal
- 1995 - 1ª Exposição de Arte Contemporânea, Porto, Portugal
- 1995 - FAC Feira Internacional de Arte, Lisboa, Portugal, galeria Alvarez
- 1994 - Inauguração da galeria : Por Amor à Arte, Porto, Portugal
- 1994 - galeria Labirinto, Porto, Portugal
- 1994 - Concurso: Jovens nas Artes, Porto, Portugal, (Associação de Jovens Empresários)
- 1992 - VII Bienal de Arte, Vila Nova de Cerveira, Portugal, galeria Árvore
- 1992 - "Sensualidades", Porto, Portugal, galeria E.G.
- 1991 - Salão de Outono, Casino do Estoril, Portugal, galeria E.G.